# Зърнеста сърнела
Зърнестата сърнела, наричана също елегантна сърнела (Macrolepiota mastoidea), е вид ядлива базидиева гъба от семейство Печуркови (Agaricaceae).

## Описание
Шапката достига до 15 cm в диаметър, като формата ѝ първоначално е яйцевидна, а след това се разперва до плоска. В средата си има силно изпъкнала пъпка, която като млада има охрена или светлокафеникава кожица, а след разпукването ѝ се образуват многобройни дребни люспици и зрънца. Пънчето е право, цилиндрично, удебелено в основата. В горната си част е охрено, а по-надолу е белезникаво, с фини охрени или светлокафеникави люспици. Под шапката се намира единично кожесто пръстенче, което в началото е прираснало към пънчето, а по-късно се освобождава и може да се придвижва по него. Месото е бяло, като при излагане на въздуха не променя цвета си. Има орехов вкус и слаб мирис. Гъбата е ядлива и е годна за пряка консумация или за консервиране.

## Местообитание
Среща се през юли – ноември поединично или на малки групи в горски покрайнини или на огрени от слънцето поляни в различни типове гори (най-вече широколистни).